# Rysslands Grand Prix 2015
Rysslands Grand Prix 2015, officiellt 2015 Formula 1 Russian Grand Prix, var en Formel 1-tävling som hölls den 11 oktober 2015 på Sotji Autodrom i Sotji, Ryssland. Det var den sextonde tävlingen av Formel 1-säsongen 2015 och kördes över 53 varv. Vinnare av loppet blev Lewis Hamilton för Mercedes, tvåa blev Sebastian Vettel för Ferrari, och trea blev Sergio Pérez för Force India.

## Kvalet
| KR. | Nr | Förare            | Konstruktör          | Q1        | Q2       | Q3       | Grid |
| --- | -- | ----------------- | -------------------- | --------- | -------- | -------- | ---- |
| 1   | 6  | Nico Rosberg      | Mercedes             | 1.38,343  | 1.37,500 | 1.37,113 | 1    |
| 2   | 44 | Lewis Hamilton    | Mercedes             | 1.38,558  | 1.37,672 | 1.37,433 | 2    |
| 3   | 77 | Valtteri Bottas   | Williams-Mercedes    | 1.38,448  | 1.38,194 | 1.37,912 | 3    |
| 4   | 5  | Sebastian Vettel  | Ferrari              | 1.38,598  | 1.38,402 | 1.37,965 | 4    |
| 5   | 7  | Kimi Räikkönen    | Ferrari              | 1.39,207  | 1.38,224 | 1.38,348 | 5    |
| 6   | 27 | Nico Hülkenberg   | Force India-Mercedes | 1.39,250  | 1.38,727 | 1.38,659 | 6    |
| 7   | 11 | Sergio Pérez      | Force India-Mercedes | 1.39,617  | 1.38,914 | 1.38,691 | 7    |
| 8   | 8  | Romain Grosjean   | Lotus-Mercedes       | 1.39,056  | 1.38,754 | 1.38,787 | 8    |
| 9   | 33 | Max Verstappen    | Toro Rosso-Renault   | 1.39,411  | 1.39,119 | 1.38,924 | 9    |
| 10  | 3  | Daniel Ricciardo  | Red Bull-Renault     | 1.39,574  | 1.39,005 | 1.39,728 | 10   |
| 11  | 26 | Daniil Kvyat      | Red Bull-Renault     | 1.39,580  | 1.39,214 |          | 11   |
| 12  | 12 | Felipe Nasr       | Sauber-Ferrari       | 1.40,042  | 1.39,323 |          | 12   |
| 13  | 22 | Jenson Button     | McLaren-Honda        | 1.39,739  | 1.39,763 |          | 13   |
| 14  | 13 | Pastor Maldonado  | Lotus-Mercedes       | 1.39,724  | 1.39,811 |          | 14   |
| 15  | 19 | Felipe Massa      | Williams-Mercedes    | 1.38,926  | 1.39,895 |          | 15   |
| 16  | 14 | Fernando Alonso   | McLaren-Honda        | 1.40,144  |          |          | 191  |
| 17  | 9  | Marcus Ericsson   | Sauber-Ferrari       | 1.40,660  |          |          | 16   |
| 18  | 28 | Will Stevens      | Marussia-Ferrari     | 1.43,693  |          |          | 17   |
| 19  | 98 | Roberto Merhi     | Marussia-Ferrari     | 1.43,804  |          |          | 182  |
| NC  | 55 | Carlos Sainz, Jr. | Toro Rosso-Renault   | Ingen tid |          |          | 203  |

| Vidare från första kvalrundan ▬▬ Vidare från andra kvalrundan ▬▬ |

Noteringar

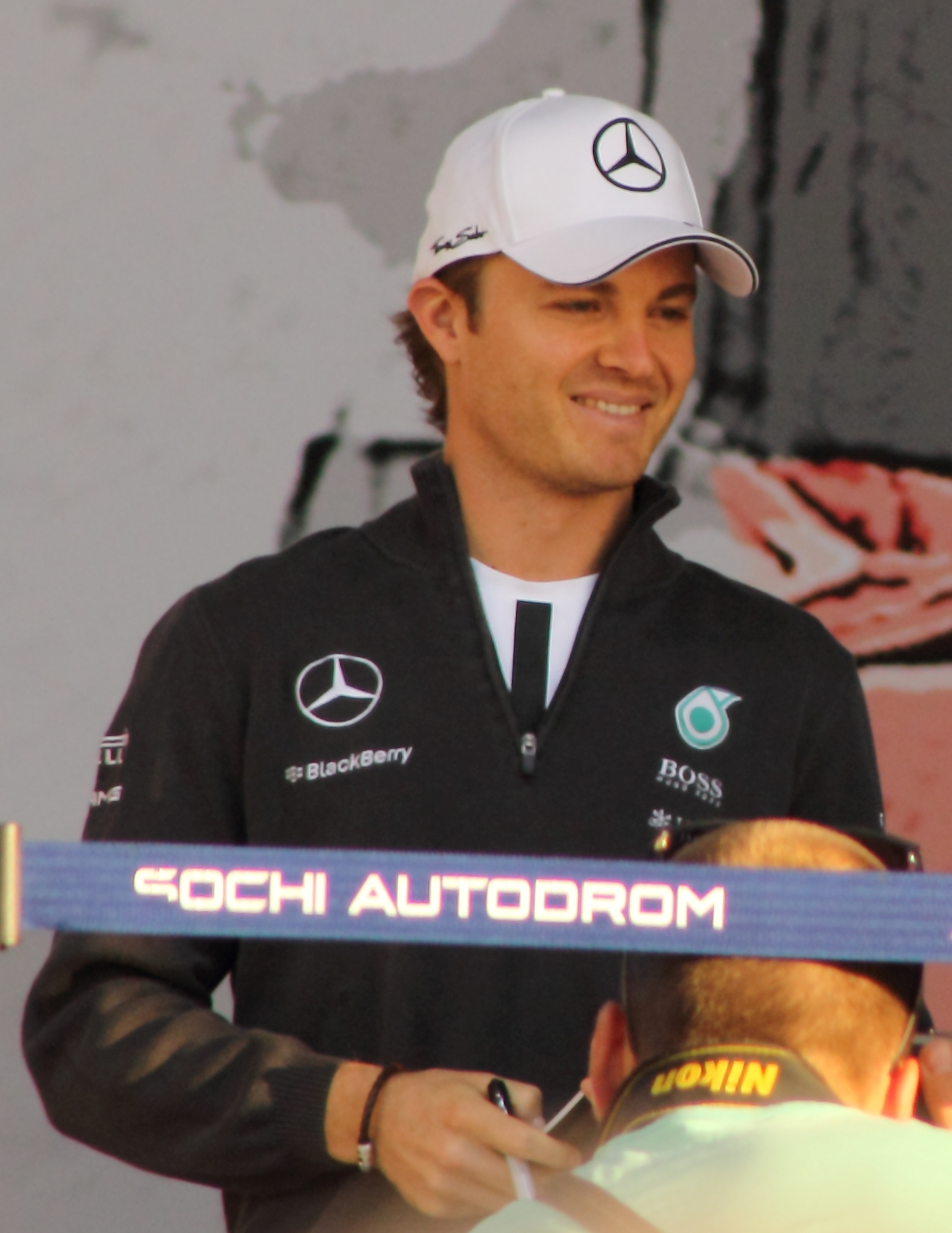
Nico Rosberg tog pole position.

- ^1  – Fernando Alonso fick 35 platsers nedflyttning för att ha gjort diverse otillåtna byten på komponenter i kraftenheten.
- ^2  – Roberto Merhi fick 20 platsers nedflyttning för att ha gjort diverse otillåtna byten på komponenter i kraftenheten.
- ^3  – Carlos Sainz, Jr. deltog inte i kvalet på grund av en krasch i det tredje träningspasset. Han fick delta i kvalet efter att han fått dispens från domarna.

## Loppet
| Pos. | Nr | Förare            | Konstruktör          | Varv | Tid         | Grid | P  |
| ---- | -- | ----------------- | -------------------- | ---- | ----------- | ---- | -- |
| 1    | 44 | Lewis Hamilton    | Mercedes             | 53   | 1:37.11,024 | 2    | 25 |
| 2    | 5  | Sebastian Vettel  | Ferrari              | 53   | +5,953      | 4    | 18 |
| 3    | 11 | Sergio Pérez      | Force India-Mercedes | 53   | +28,918     | 7    | 15 |
| 4    | 19 | Felipe Massa      | Williams-Mercedes    | 53   | +38,831     | 15   | 12 |
| 5    | 26 | Daniil Kvyat      | Red Bull-Renault     | 53   | +47,566     | 11   | 10 |
| 6    | 12 | Felipe Nasr       | Sauber-Ferrari       | 53   | +56,508     | 12   | 8  |
| 7    | 13 | Pastor Maldonado  | Lotus-Mercedes       | 53   | +1.01,088   | 14   | 6  |
| 81   | 7  | Kimi Räikkönen    | Ferrari              | 53   | +1.12,358   | 5    | 4  |
| 9    | 22 | Jenson Button     | McLaren-Honda        | 53   | +1.19,467   | 13   | 2  |
| 10   | 33 | Max Verstappen    | Toro Rosso-Renault   | 53   | +1.28,424   | 9    | 1  |
| 112  | 14 | Fernando Alonso   | McLaren-Honda        | 53   | +1.31,210   | 19   |    |
| 123  | 77 | Valtteri Bottas   | Williams-Mercedes    | 52   | Kollision   | 3    |    |
| 13   | 98 | Roberto Merhi     | Marussia-Ferrari     | 52   | +1 varv     | 18   |    |
| 14   | 28 | Will Stevens      | Marussia-Ferrari     | 51   | +2 varv     | 17   |    |
| 153  | 3  | Daniel Ricciardo  | Red Bull-Renault     | 47   | Upphängning | 10   |    |
| Ret  | 55 | Carlos Sainz, Jr. | Toro Rosso-Renault   | 45   | Bromsar     | 20   |    |
| Ret  | 8  | Romain Grosjean   | Lotus-Mercedes       | 11   | Krasch      | 8    |    |
| Ret  | 6  | Nico Rosberg      | Mercedes             | 7    | Gaspedal    | 1    |    |
| Ret  | 27 | Nico Hülkenberg   | Force India-Mercedes | 0    | Kollision   | 6    |    |
| Ret  | 9  | Marcus Ericsson   | Sauber-Ferrari       | 0    | Kollision   | 16   |    |

| Förare och stall som tog poäng ▬▬ |

Noteringar

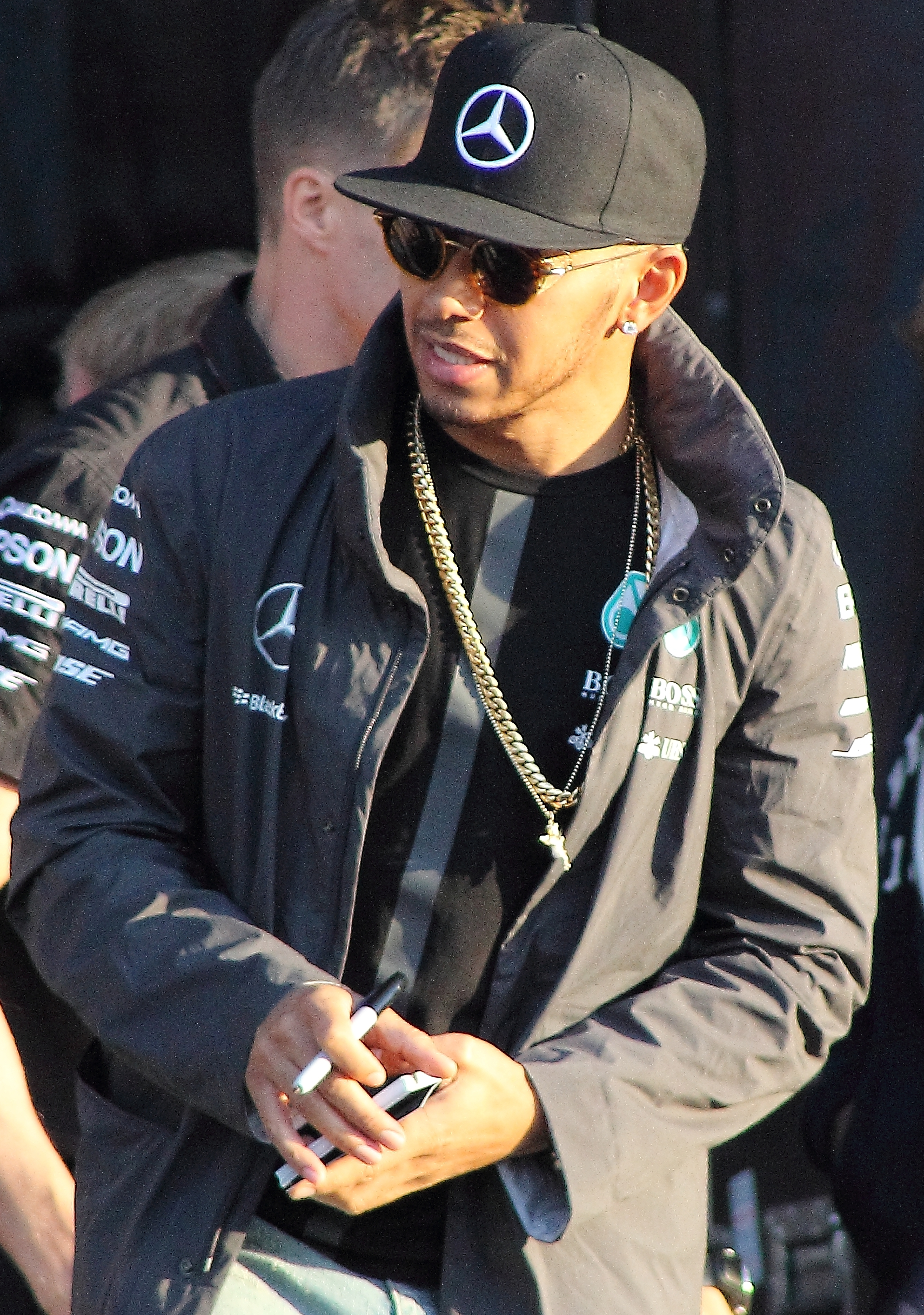
Lewis Hamilton vann loppet.

- ^1  – Kimi Räikkönen gick i mål på femte plats, men fick 30 sekunders tidstillägg för att ha orsakat en kollision med Valtteri Bottas.
- ^2  – Fernando Alonso fick fem sekunders tidstillägg för att ha kört utanför banan och tjänat på det.
- ^3  – Valtteri Bottas och Daniel Ricciardo gick inte i mål, men blev klassificerade för att de fullföljt mer än 90 % av racerdistansen.

## Ställning efter loppet
|     | Pos. | Förare           | Poäng |
| --- | ---- | ---------------- | ----- |
| ▬   | 1    | Lewis Hamilton   | 302   |
| ▲ 1 | 2    | Sebastian Vettel | 236   |
| ▼ 1 | 3    | Nico Rosberg     | 229   |
| ▬   | 4    | Kimi Räikkönen   | 123   |
| ▬   | 5    | Valtteri Bottas  | 111   |

|   | Pos. | Konstruktör          | Poäng |
| - | ---- | -------------------- | ----- |
| ▬ | 1    | Mercedes             | 531   |
| ▬ | 2    | Ferrari              | 359   |
| ▬ | 3    | Williams-Mercedes    | 220   |
| ▬ | 4    | Red Bull-Renault     | 149   |
| ▬ | 5    | Force India-Mercedes | 92    |

- Notering: Endast de fem bästa placeringarna i vardera mästerskap finns med på listorna.